# رولاندو آرونز
رولاندو آرونز (بالإنجليزية: Rolando Aarons) (ولد في 16 نوفمبر 1995) وهو لاعب كرة قدم جامايكي يلعب كلاعب وسط لنادي نيوكاسل يونايتد.

## الحياة الشخصية
ولد آرون في كينجستون بجامايكا، هاجر إلى إنجلترا وهو لم يتجاوز بعد سن الخامسة وذلك من أجل اللحاق بوالدته التي كانت تعيش في بريستول بإنجلترا.

## إحصائيات
تم التحديث بتاريخ 23 أغسطس 2016
| الفريق          | الموسم        | الدوري                   | الدوري        | الدوري      | كأس الاتحاد   | كأس الاتحاد | كأس الرابطة   | كأس الرابطة | المجموع       | المجموع     |
| الفريق          | الموسم        | الموسم                   | عدد المباريات | عدد الأهداف | عدد المباريات | عدد الأهداف | عدد المباريات | عدد الأهداف | عدد المباريات | عدد الأهداف |
| --------------- | ------------- | ------------------------ | ------------- | ----------- | ------------- | ----------- | ------------- | ----------- | ------------- | ----------- |
| نيوكاسل يونايتد | 2014–15       | الدوري الإنجليزي الممتاز | 4             | 1           | 0             | 0           | 2             | 1           | 6             | 2           |
| نيوكاسل يونايتد | 2015–16       | الدوري الإنجليزي الممتاز | 10            | 1           | 0             | 0           | 1             | 0           | 11            | 1           |
| نيوكاسل يونايتد | 2016-17       | دوري البطولة الإنجليزية  | 4             | 0           | 0             | 0           | 1             | 0           | 5             | 0           |
| المسيرة كاملة   | المسيرة كاملة | المسيرة كاملة            | 18            | 2           | 0             | 0           | 4             | 1           | 22            | 3           |

## ألقاب
- نيوكاسل يونايتد
  - دوري البطولة الإنجليزية سنة 2017.

## وصلات خارجية
- Newcastle United F.C. profile
- Rolando Aarons profile at the Football Association
- رولاندو آرونز على موقع قاعدة بيانات كرة القدم.إي يو (الإنجليزية)
- رولاندو آرونز على موقع ناشيونال فوتبول تيمز (الإنجليزية)
- رولاندو آرونز على موقع Soccerbase.com (لاعب) (الإنجليزية)
- رولاندو آرونز على موقع Soccerway.com (الإنجليزية)
- رولاندو آرونز على موقع عالم كرة القدم.نت (الإنجليزية)
- رولاندو آرونز على موقع AS.com (الإسبانية)